# Prinz-Adalbert-Klasse
Die Prinz-Adalbert-Klasse war eine Klasse von zwei Großen Kreuzern (Panzerkreuzern) der Kaiserlichen Marine, die zwischen 1900 und 1904 gebaut wurden und im Ersten Weltkrieg zum Einsatz kamen.

## Entwurf
Die beiden Schiffe der Klasse waren prinzipiell der vorher gebauten Prinz Heinrich sehr ähnlich, hatten allerdings drei Schornsteine, und die zwei 24-cm-Geschütze der Prinz Heinrich wurden durch vier 21-cm-Geschütze in zwei Doppeltürmen ersetzt, die eine erheblich höhere Feuergeschwindigkeit als die schwereren 24-cm-Geschütze hatten. Wie bei vielen Schiffen der damaligen Zeit waren die sechs unteren Kasemattgeschütze der Sekundärartillerie nur bei ruhiger See brauchbar.

## Einheiten
| Name           | Bauwerft               | Kiellegung | Stapellauf    | Indienststellung  | Verbleib                                                |
| -------------- | ---------------------- | ---------- | ------------- | ----------------- | ------------------------------------------------------- |
| Prinz Adalbert | Kaiserliche Werft Kiel | April 1900 | 22. Juni 1901 | 12. Januar 1904   | Am 23. Oktober 1915 durch britisches U-Boot E8 versenkt |
| Friedrich Carl | Blohm & Voss, Hamburg  | 1901       | 21. Juni 1902 | 12. Dezember 1903 | Am 17. November 1914 nach Minentreffer gesunken         |